# Kanton Milly-la-Forêt
Kanton Milly-la-Forêt is een voormalig kanton van het Franse departement Essonne. Kanton Milly-la-Forêt maakte deel uit van het arrondissement Évry en telde 13.893 inwoners (1999). Het werd opgeheven bij decreet van 24 februari 2014, met uitwerking op 22 maart 2015.

## Gemeenten
Het kanton Milly-la-Forêt omvatte de volgende gemeenten:
- Boigneville
- Buno-Bonnevaux
- Courances
- Courdimanche-sur-Essonne
- Dannemois
- Gironville-sur-Essonne
- Maisse
- Milly-la-Forêt (hoofdplaats)
- Moigny-sur-École
- Oncy-sur-École
- Prunay-sur-Essonne
- Soisy-sur-École